# Kanurennsport-Weltmeisterschaften 1977
Die 13. Kanurennsport-Weltmeisterschaften fanden 1977 in Sofia (Bulgarien) statt.
Es wurden Medaillen in 18 Disziplinen des Kanurennsports vergeben: sechs Canadier und neun Kajak-Wettbewerbe der Männer sowie drei Kajak-Wettbewerbe der Frauen.

## Ergebnisse

### Männer

#### Canadier
| Event        | Gold                                          | Zeit | Silber                               | Zeit | Bronze                                      | Zeit |
| ------------ | --------------------------------------------- | ---- | ------------------------------------ | ---- | ------------------------------------------- | ---- |
| C-1 500 m    | Rumänien Lipat Varabiev                       |      | BR Deutschland Ulrich Eicke          |      | Sowjetunion Stanislaw Soroko                |      |
| C-1 1000 m   | Rumänien Ivan Patzaichin                      |      | Sowjetunion Sergej Antipow           |      | Ungarn Tamás Buday                          |      |
| C-1 10.000 m | Ungarn Tamás Wichmann                         |      | Sowjetunion Wassyl Jurtschenko       |      | Rumänien Ivan Patzaichin                    |      |
| C-2 500 m    | Ungarn László Foltán István Vaskuti           |      | Kanada John Wood Gregory Smith       |      | Sowjetunion Wassyl Jurtschenko Juri Lobanow |      |
| C-2 1000 m   | Sowjetunion Vladislovas Česiūnas Juri Lobanow |      | Ungarn Tamás Buday Oszkár Frey       |      | Polen Jerzy Opara Andrzej Gronowicz         |      |
| C-2 10.000 m | Sowjetunion Vladislovas Česiūnas Juri Lobanow |      | Rumänien Lipat Varabiev Pavel Cozlov |      | Ungarn Zoltán Parti András Hubik            |      |

#### Kajak
| Event        | Gold                                                                                 | Zeit | Silber                                                                               | Zeit | Bronze                                                                              | Zeit |
| ------------ | ------------------------------------------------------------------------------------ | ---- | ------------------------------------------------------------------------------------ | ---- | ----------------------------------------------------------------------------------- | ---- |
| K-1 500 m    | Rumänien Vasile Dîba                                                                 |      | Polen Grzegorz Śledziewski                                                           |      | Ungarn Zoltán Sztanity                                                              |      |
| K-1 1000 m   | Rumänien Vasile Dîba                                                                 |      | DDR Rüdiger Helm                                                                     |      | Italien Oreste Perri                                                                |      |
| K-1 10.000 m | Italien Oreste Perri                                                                 |      | Ungarn István Fábián                                                                 |      | Sowjetunion Nikolai Stepanenko                                                      |      |
| K-2 500 m    | DDR Joachim Mattern Bernd Olbricht                                                   |      | Sowjetunion Wiktor Worobiew Mikalaj Astapkowitsch                                    |      | Ungarn Géza Csapó József Svidró                                                     |      |
| K-2 1000 m   | Ungarn István Szabó Zoltán Bakó                                                      |      | DDR Bernd Olbricht Joachim Mattern                                                   |      | Sowjetunion Uladsimir Ramanouski Serhij Nahornyj                                    |      |
| K-2 10.000 m | Sowjetunion Anatoli Korolkow Petras Schurskas                                        |      | Ungarn István Szabó Zoltán Bakó                                                      |      | Rumänien Nicolae Țicu Cuprian Macarencu                                             |      |
| K-4 500 m    | Polen Ryszard Oborski Daniel Wełna Grzegorz Kołtan Henryk Budzicz                    |      | Rumänien Beniami Borbandi Mihai Zafiu Ion Dragulschi Vasile Simioncenco              |      | Spanien Herminio Menéndez Juan Sánchez Pedrosa Luis Gregorio Ramos Jóse Ramón López |      |
| K-4 1000 m   | Polen Ryszard Oborski Daniel Wełna Grzegorz Kołtan Henryk Budzicz                    |      | Sowjetunion Oleksandr Schaparenko Wladimir Morosow Sergej Nikolsky Alexander Awdejew |      | Spanien Herminio Menéndez Juan Sánchez Pedrosa Jóse Ramón López Luis Gregorio Ramos |      |
| K-4 10.000 m | Sowjetunion Oleksandr Schaparenko Wladimir Morosow Sergej Nikolsky Alexander Awdejew |      | Ungarn Csaba Giczy János Rátkai István Joós Iván Herczeg                             |      | Polen Andrzej Klimaszewski Krzysztof Lepianka Zbigniew Torzecki Zdzisław Szubski    |      |

### Frauen

#### Kajak
| Event     | Gold                                                                               | Zeit | Silber                                                                | Zeit | Bronze                                                                        | Zeit |
| --------- | ---------------------------------------------------------------------------------- | ---- | --------------------------------------------------------------------- | ---- | ----------------------------------------------------------------------------- | ---- |
| K-1 500 m | Gudrun Klaus-Dittmar                                                               |      | Maria Cosma                                                           |      | Tatjana Korschunowa                                                           |      |
| K-2 500 m | DDR Marion Rösiger Martina Fischer                                                 |      | Rumänien Agafia Orlov Nastasia Nichitov                               |      | Bulgarien Wanja Geschewa Diana Christowa                                      |      |
| K-4 500 m | Bulgarien Marija Mintschewa Rosa Bojanowa Welitschka Mintschewa Natascha Janakiewa |      | DDR Marion Rösgen Martina Fischer Sabine Pochert Gudrun Klaus-Dittmar |      | Sowjetunion Taisia Laptjewa Galina Tschikarewa Tatjana Korschunowa Nina Doroh |      |

## Medaillenspiegel
| Rang   | Nation         | Gold | Silber | Bronze | Gesamt |
| ------ | -------------- | ---- | ------ | ------ | ------ |
| 1      | Sowjetunion    | 4    | 4      | 6      | 14     |
| 2      | Rumänien       | 4    | 4      | 2      | 10     |
| 3      | Ungarn         | 3    | 4      | 4      | 11     |
| 4      | DDR            | 3    | 3      | –      | 6      |
| 5      | Polen          | 2    | 1      | 2      | 5      |
| 6      | Italien        | 1    | –      | 1      | 2      |
| 6      | Bulgarien      | 1    | –      | 1      | 2      |
| 8      | BR Deutschland | –    | 1      | –      | 1      |
| 8      | Kanada         | –    | 1      | –      | 1      |
| 10     | Spanien        | –    | –      | 2      | 2      |
| Gesamt | Gesamt         | 18   | 18     | 18     | 54     |